# Adrián Betrán
Adrián Betrán (* 19. Mai 1990 in Jaca) ist ein spanischer Eishockeyspieler, der seit 2013 erneut beim CH Jaca in der Spanischen Superliga unter Vertrag steht.

## Karriere
Adrián Betrán begann seine Karriere als Eishockeyspieler in der Jugend des CH Jaca, für dessen erste Mannschaft er in der Saison 2005/06 sein Debüt in der Spanischen Superliga gab. Mit Jaha wurde er in seinem Rookiejahr auf Anhieb Spanischer Pokalsieger. Nachdem der Angreifer in der Saison 2009/10 erstmals mit Jaca Spanischer Meister geworden war, gewann er mit seiner Mannschaft in den folgenden beiden Spielzeiten jeweils das Double aus Meisterschaft und Pokal. 2012 wechselte er für ein Jahr zum CH Gasteiz, mit dem er ebenfalls spanischer Meister wurde. Anschließend kehrte er nach Jaca zurück und errang 2015 und 2016 erneut den spanischen Titel.

### International
Für Spanien nahm Betrán im Juniorenbereich an der U18-Junioren-Weltmeisterschaft der Division III 2007, den U18-Junioren-Weltmeisterschaften der Division II 2006 und 2008, den U20-Junioren-Weltmeisterschaften der Division II 2006, 2007, 2008, 2009 und 2010 teil. Zudem vertrat er seine Farben bei der Winter-Universiade 2015 in Granada.
Im Seniorenbereich stand er im Aufgebot seines Landes bei den Weltmeisterschaften der Division II 2009, 2010, als er die beste Plus/Minus-Bilanz des Turniers aufweisen konnte, 2012, 2013, 2014, 2015, 2016 und 2017. Zudem nahm er an den Olympiaqualifikationen für die Winterspiele in Vancouver 2010 und in Pyeongchang 2018 teil.

## Erfolge und Auszeichnungen
- 2006 Spanischer Pokalsieger mit dem CH Jaca
- 2010 Spanischer Meister mit dem CH Jaca
- 2011 Spanischer Meister mit dem CH Jaca
- 2011 Spanischer Pokalsieger mit dem CH Jaca
- 2012 Spanischer Meister mit dem CH Jaca
- 2012 Spanischer Pokalsieger mit dem CH Jaca
- 2013 Spanischer Meister mit dem CH Gasteiz
- 2015 Spanischer Meister mit dem CH Jaca
- 2016 Spanischer Meister mit dem CH Jaca

### International
- 2007 Aufstieg in die Division II bei der U18-Junioren-Weltmeisterschaft der Division III
- 2010 Aufstieg in die Division I bei der Weltmeisterschaft der Division II, Gruppe A
- 2010 Beste Plus/Minus-Bilanz der Weltmeisterschaft der Division II, Gruppe A
- 2014 Aufstieg in die Division II, Gruppe A, bei der Weltmeisterschaft der Division II, Gruppe B